# Даниел Баренбойм
Даниел Баренбойм е израелски и аржентински пианист и диригент.

## Биография
Роден е в Буенос Айрес, Аржентина, в семейство на пианисти, по произход руски ашкенази (евреи). Дава първия си концерт на 7-годишна възраст. Семейството на родителите му се преселва с него в Израел през 1952 г. Заминава да учи за диригент в Залцбург през 1954 г. Оттогава концертира в много страни по света.
Известност придобива като пианист. Днес е по-известен като диригент заради работата му с оркестъра наречен „Западно-източен диван“ в Севиля, Испания, съставен от млади арабски и еврейски музиканти. Баренбойм, като явен поддръжник на палестинските права, основава този оркестър заедно с приятеля си Едуард Саид, палестинско-американски интелектуалец и активист. През 2001 г. предизвиква неодобрение в Израел, когато дирижира Вагнер на концерт, което не е правено в страната от 1938 година и е неофициално табу.
Живее в Берлин. Има аржентинско и израелско гражданство, както и почетно испанско и палестинско гражданство.

## Музика
Даниел Баренбойм е смятан за един от най-известните музиканти от края на 20 век и началото на 21 век, едновременно като пианист и диригент. Той е признат със своето майсторство на музикалната структура и дълбока сетивност за хармоничните нюанси. Баренбойм, редом с Гюнтер Ванд и Серджо Челибидаке, е сред най-изтъкнатите Брукнер-диригенти – записал е всичките му 11 симфонии, както с Чикагския симфоничен оркестър, така и с Берлинската филхармония.